# Der gejagte Professor
Der gejagte Professor (orig. Professor Beware) ist eine US-amerikanische Slapstickkomödie von Elliott Nugent mit Harold Lloyd, der auch als Produzent verantwortlich zeichnete, in der Titelrolle.

## Handlung
Der US-Amerikaner Prof. Dean Lambert arbeitet als passionierter Ägyptologe im Museum. Seit kurzem ist er höchst fasziniert von einer Tafel, auf der das bereits 3000 Jahre zurückliegende Schicksal eines gewissen Neferus geschrieben steht. Es handelt sich dabei um eine dramatische Liebesgeschichte zwischen Neferus und Anebi, die der junge Wissenschaftler unbedingt entschlüsseln will. Dean steigert sich mit der Zeit derart in diese Geschichte hinein, dass er sich bald selbst als Neferus (bzw. als seine Reinkarnation) sieht und dass ihm die eigene Liebe wie einst dem Mann aus dem Pharaonenreich nur Unglück bringen werde. Im Laufe der Geschichte gerät Lambert in haarsträubende Verwicklungen, die ihn in seinem Glauben an eine nahende Katastrophe noch bestärken. Er begegnet der etwas überdrehten Schauspielerin und Millionenerbin Jane Van Buren und muss mit ihrem Vorsprechpartner, dem Trunkenbold Snoop Donlan, die Klamotten tauschen. Da dessen Kleidung wie aus einer Destille riechen, sperrt die Polizei Lambert kurzerhand wegen öffentlicher Trunkenheit ein. Als Lamberts Verhaftung publik wird, drängt man Dean, von seinem Museumsposten zurückzutreten, da er mit seinem Verhalten dem Ansehen der Kulturstätte Schaden zugefügt habe. Damit ist die Katastrophe perfekt, wollte der junge Akademiker doch demnächst unbedingt zu einer Expedition nach Ägypten aufbrechen. Doch Dean will keinesfalls auf die Reise in den Nahen Osten verzichten. Auf dem Weg nach New York, von wo das Schiff ablegen wird, versteckt er sich in einem Wohnwagen eines Pärchens, das sich gerade auf Hochzeitsreise zu den Niagara-Fällen befindet. Bald hat er den ausgenüchterten Snoop an den Hacken, der behauptet, dass Dean Lambert ihm seine Klamotten und seine Armbanduhr gestohlen habe. Jane wiederum hat sich an Lamberts Fersen geheftet, um Deans Kleidung und den Pkw des Museums zurückzugeben. Bald wird Dean Lambert zum titelgebenden gejagten Professor.
Das Brautpaar hat derweil Dean entdeckt und aus ihrem Anhänger hinausgeworfen. Die Polizei will Lambert wegen des Verdachts auf Raub und Kautionsbetrug dingfest machen. Jane findet Dean auf der Straße und drängt ihn, die Vorwürfe vor der Polizei aus dem Weg zu räumen, doch Dean hat für so etwas keine Zeit. Er überredet Jane, mit ihm weiter nach New York zu fahren. Mitten in der Wüste kommen die beiden sich näher und küssen sich. Plötzlich kommt aus heiterem Himmel ein Sturm auf, und ein Blitz trifft Dean. Der gejagte Professor befindet sich danach in seiner eigenen, altägyptischen Welt und beginnt Jane gegenüber in einer vollkommen fremden Sprache zu sprechen. Am darauf folgenden Tag hinterlässt Lambert Jane eine Nachricht. Auf einem Zettel liest sie die Zeilen „Der Tod liegt vor uns“, sollten beide ihre Romanze fortsetzen.
Einige abenteuerliche Ereignisse später verhaftet Sheriff Henry Sweatt aus Springville in Pennsylvania Dean, aber Jane sammelt ihren Liebsten mit dem Museumsfahrzeug gleich wieder auf und wird nun ihrerseits von der Polizei verfolgt. In einem Wald gelingt es den beiden, sich vor den Verfolgern zu verstecken. Hier haben Dean und Jane erstmals Gelegenheit, ein wenig durchzuschnaufen. Sie nutzen die Zeit dafür, um der Entschlüsselung der achten Tafel Neferus näher zu kommen. Auf ihr steht die Weissagung „Ehe“ geschrieben. Beider nächstes Transportfahrzeug in Richtung New Yorker Hafen ist ein Kühlwagen. Schließlich aber geraten sie doch noch in die Hände der Staatsmacht und werden einem Richter vorgeführt. Der missversteht die gesamten Zusammenhänge und lässt die Anklagen fallen, damit die angeblich Liebenden endlich zur Ehe, von der in der Neferu-Tafel gesprochen wurde, schreiten können. Da die Verhandlung öffentlich war, bekommt nun auch die Presse Wind von der ganzen Angelegenheit, und da es Jane Van Buren nicht nur auf die Theaterbretter zieht, sondern sie auch noch Erbin eines Millionenvermögens ist, kann man wenig später als Schlagzeile lesen, dass Miss Van Buren einen Landstreicher heiraten wolle. Und so treten beide tatsächlich in New York vor den Traualtar.
Als Dean sich anschließend den Eltern seiner frisch angetrauten Gattin vorstellen möchte, unterstellt ihr Vater ihm prompt, dass er wohl nichts anderes als ein Mitgiftjäger sei. Dr. Ellerson, der Leiter der anstehenden Expedition, schenkt Dean als Hochzeitsgeschenk ein antikes Artefakt, angeblich das fehlende Fragment der neunten und letzten Tafel Neferus‘. Jane wollte Schicksal spielen und hat kurzerhand die Geschichte von Neferus und Anebi so umgeschrieben hat, dass sie, ganz entgegen der Erwartung Deans, doch noch ein Happyend nimmt: Auf Janes Steintafel steht geschrieben, dass Neferus seine Anebi vor ihrem Vater rettet, der sie entführt hat. Nun wird der schmächtige Prof. Lambert zum Kämpfer, da er glaubt, dass sich in ihm Neferus‘ Geschichte wiederholen werde. Er stürmt Mr. Van Burens Jacht und kämpft um seine Braut. Dabei geht das schicke Boot zu Bruch, was Janes Vater jedoch nicht weiter stört, da der angeblich verweichlichte Schwiegersohn damit bewiesen habe, dass er ein „ganzer Kerl“ ist. Auch Jane ist beglückt, denn natürlich hatte ihr Ehemann sofort durchschaut, dass man ihn mit einer falschen Hieroglyphen-Tafel foppen wollte. Jahrzehnte später kommt Prof. Lambert tatsächlich die echte neunte Tafel in die Hände, die ihm verrät, dass er morgen noch nicht sterben werde …

## Produktionsnotizen
Der gejagte Professor entstand im Winter 1937/38. Die Jacht-Aufnahmen wurden Anfang Januar 1938 in San Pedro (Kalifornien) angefertigt. Die Uraufführung erfolgte am 20. Juni 1938. In Deutschland lief der Film nicht im Kino an, die hiesige Premiere fand am 4. Februar 1978 in der ARD statt.
Lloyd beendete mit diesem finanziell erfolglosen Film seine regelmäßige Arbeit als Filmkomödiant und kehrte erst 1946, nun zum letzten Mal, in Verrückter Mittwoch vor die Kamera zurück.
Für die 25-jährige Hauptdarstellerin Phyllis Welch (1913–2008) war dies der einzige Film. Um den Part der Jane Van Buren zu bekommen, musste sie 1938 einer Vertragsklausel zustimmen, der zufolge sie in den kommenden sechs Monaten weder heiraten noch sich verloben dürfe. Ein Bruch dieser Vereinbarung hätte sie 5.000 Dollar gekostet; eine enorme Summe zu der damaligen Zeit. Kurz nach dem Film heiratete sie tatsächlich und zog sich aus dem Filmgeschäft zurück.

## Kritiken
Das Fachblatt Variety urteilte 1938: „Sowohl Lloyd als auch die Zuschauer sind außer Atem nach 3000 Meilen querfeldein, aber der größte Teil der Erschöpfung beruht auf dem Gelächter“.
Halliwell‘s Film Guide resümierte: „Langsame beginnende Komödie mit nur einigen Momenten, die den Komiker auf der Höhe zeigen.“
Der Movie & Video Guide befand, der Film habe „gute Momente“, aber die Geschichte sei alles in allem ziemlich „dünn“.
Im Filmdienst heißt es: „Gagreiche, vergnügliche Komödie, die aber wegen ihrer Unausgeglichenheit das Niveau von Lloyds besten Werken nur gelegentlich erreicht.“
Der All Movie Guide zieht das Fazit, dass die „meisten der einzelnen Gags lustig“ seien, der Film sich aber dennoch um einiges unterhalb des Standards der Lloydschen Stummfilme bewege.